# Parzniew (przystanek kolejowy)
Parzniew – przystanek osobowy PKP Polskich Linii Kolejowych, zlokalizowany w Parzniewie, przy ulicach Przejazdowej i Solidarności.

## Ruch pasażerski
| Rok  | Wymiana pasażerska na dobę |
| ---- | -------------------------- |
| 2017 | –                          |
| 2022 | 300-499                    |

Przystanek został oddany do użytku 24 września 2018 r. w ramach modernizacji linii kolejowej Warszawa Zachodnia – Grodzisk Mazowiecki, odcinek Warszawa Włochy – Grodzisk Mazowiecki, współfinansowanej przez Unię Europejską z instrumentu „Łącząc Europę”.

## Opis obiektu
Na przystanek składają się:

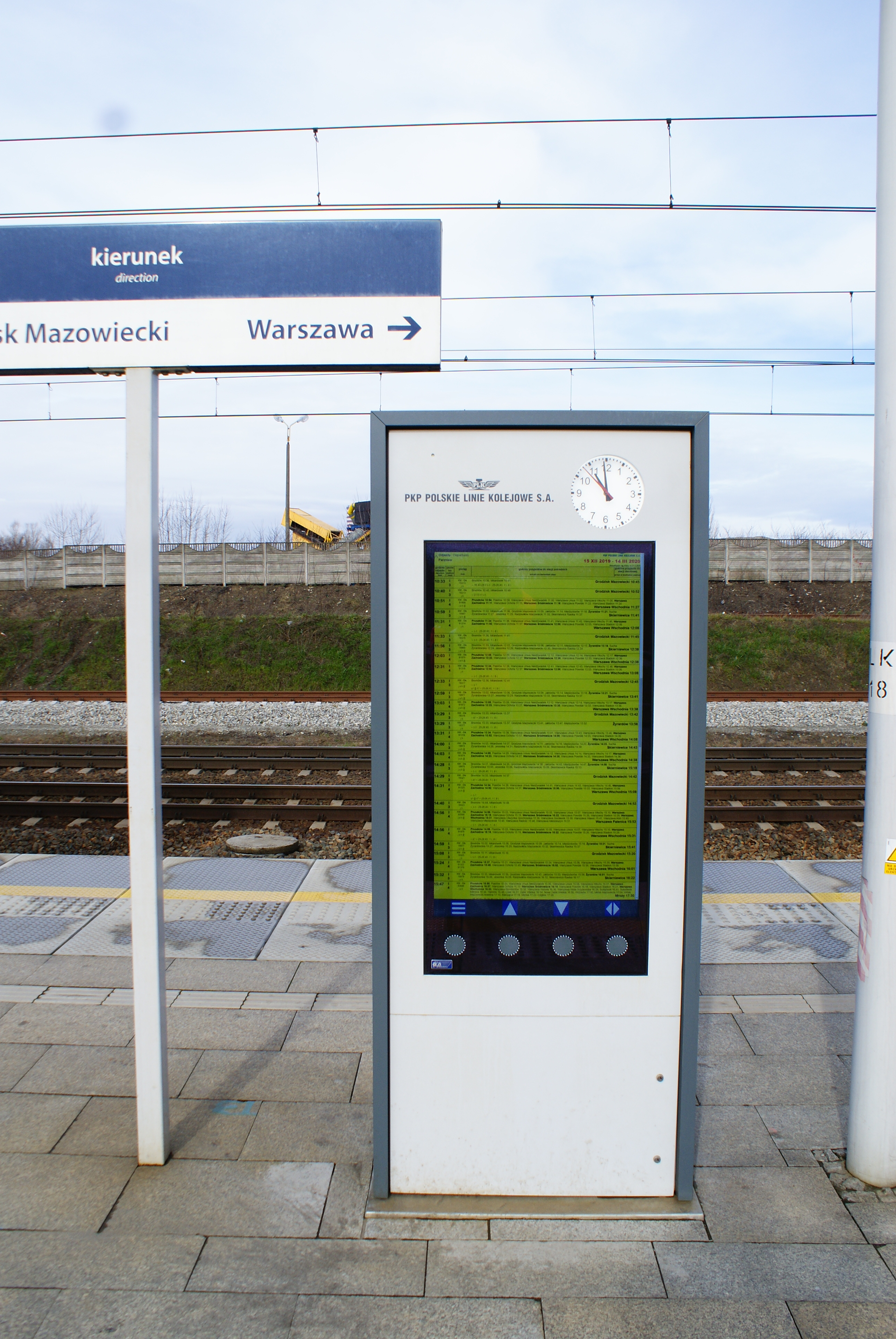
Infokiosk na peronie przystanku

- 200-metrowy peron z dwiema krawędziami, wyłożony granitową, antypoślizgową nawierzchnią[7]
- 50-metrowa wiata przystankowa
- Ścieżki dotykowe
- Przejście podziemne zaopatrzone w 3 windy

Niedaleko przystanku, przy ul. Solidarności, znajdują się także mały parking oraz stojaki dla rowerów.

## Połączenia
Z przystanku można dojechać elektrycznymi pociągami podmiejskimi do Skierniewic, Grodziska Mazowieckiego, Pruszkowa oraz Warszawy.
| Linia | Przewoźnik         | Trasa |
| R1    | Koleje Mazowieckie | W-wa Wschodnia – W-wa Śródmieście – W-wa Zachodnia – Pruszków – Parzniew – Grodzisk Maz. – Żyrardów – Skierniewice |